# Domini de discurs
En lògica, el domini del discurs, també anomenat univers del discurs o simplement domini, és el conjunt de coses de què es parla en un determinat context. Segons el domini de discurs, una mateixa proposició pot ser vertadera o falsa. Per exemple, en dir "tots són amics", si hom està parlant d'un petit grup de persones, la proposició potser és vertadera, però si s'està parlant de tot el món, aleshores és falsa.
Per convenció, el domini del discurs és sempre un conjunt no buit.
A la teoria de models, l'univers de discurs és el conjunt d'entitats en què un model es basa.
Una base de dades és un model d'algun aspecte de la realitat d'una organització. A aquesta realitat també se l'anomena l'univers o el domini del discurs.